# Sanktuarium Matki Bożej Nieustającej Pomocy w Niedźwiadach
Sanktuarium Matki Bożej Nieustającej Pomocy w Niedźwiadach – jedno z 33 sanktuariów na terenie diecezji kaliskiej. Zlokalizowane w Niedźwiadach, w gminie Żelazków, w powiecie kaliskim, przy granicy Kalisza. Sanktuarium mieści się w kaplicy przy klasztorze karmelitanek bosych pw. Najświętszego Imienia Maryi i św. Józefa. Na mocy decyzji I Synodu Diecezji Kaliskiej, kaplica zyskała tytuł Sanktuarium Matki Bożej Nieustającej Pomocy.

## Historia
Klasztor karmelitanek bosych w Niedźwiadach wywodzi się z klasztoru lwowskiego, który siostry musiały opuścić po II wojnie światowej w 1946. Na zaproszenie biskupa włocławskiego Karola Radońskiego przyjechały do Kalisza, gdzie zamieszkały w domu parafialnym przy katedrze, przy ul. Kanonickiej 5. W 1947 zamieszkały w willi przy ul. Widok 80. Stworzony tutaj klasztor otrzymał tytuł Najświętszego Imienia Maryi i św. Józefa. W 1969 władze miejskie odebrały siostrom ogród klasztorny w celu wybudowania drogi. Dzięki darowiźnie Janiny Skowrońskiej zgromadzenie otrzymało teren w Niedźwiadach. Poświęcenia kamienia węgielnego pod nowy klasztor dokonał 21 czerwca 1971 Prymas Polski kard. Stefana Wyszyńskiego. 2 września 1973 biskup włocławski Jan Zaręba poświęcił wybudowany klasztor wraz z kaplicą.
W 2011 przeprowadzono remont kaplicy. Nowy wystrój prezbiterium zaprojektowała architekt Bożena Wierzbicka. Wybudowano nowy ołtarz z relikwiami św. Ignacego Antiocheńskiego. W bocznej ścianie umieszczono urnę z sercem metropolity lwowskiego abp. Bolesława Twardowskiego. Konsekracji ołtarza i poświęcenia odnowionej kaplicy dokonał 2 września 2012 biskup senior diecezji kaliskiej Stanisław Napierała.

## Ikona Matki Bożej
Ikona Matki Bożej Nieustającej Pomocy znajdująca się w Niedźwiadach została ofiarowana karmelitankom w 1880 przez metropolitę krakowskiego kard. Albina Dunajewskiego. Po II wojnie światowej została przywieziona ze Lwowa. Ikona była dwukrotnie koronowana. Pierwszy raz koronami biskupimi przez metropolitę lwowskiego Bolesława Twardowskiego w 1939. Drugi raz koronami papieskimi przez papieża Jana Pawła II 7 czerwca 1991 we Włocławku.

## Sanktuarium na znaczku pocztowym
14 sierpnia 2004 Poczta Polska wyemitowała serię 17 znaczków "Sanktuaria Maryjne", wśród których znalazł się znaczek o wartości 1,25 zł przedstawiający Matkę Bożą Nieustającej Pomocy z Klasztoru ss. Karmelitanek Bosych w Niedźwiadach oraz koperta pierwszego dnia obiegu FDC z wizerunkiem klasztoru. W Urzędzie Pocztowym Kalisz 1 stosowany był ponadto datownik okolicznościowy z wizerunkiem Matki Bożej Nieustającej Pomocy.

## Galeria

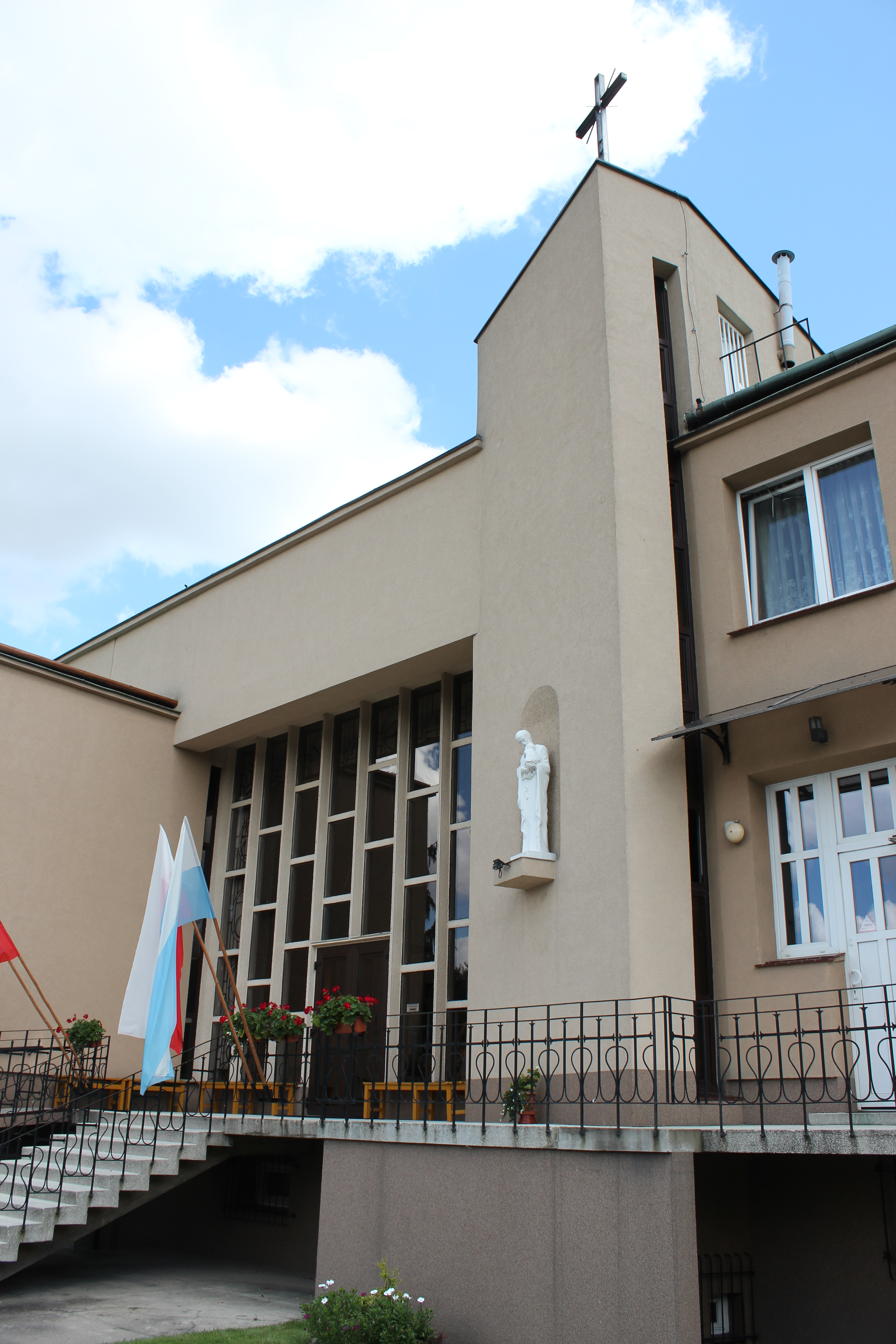
Budynek sanktuarium
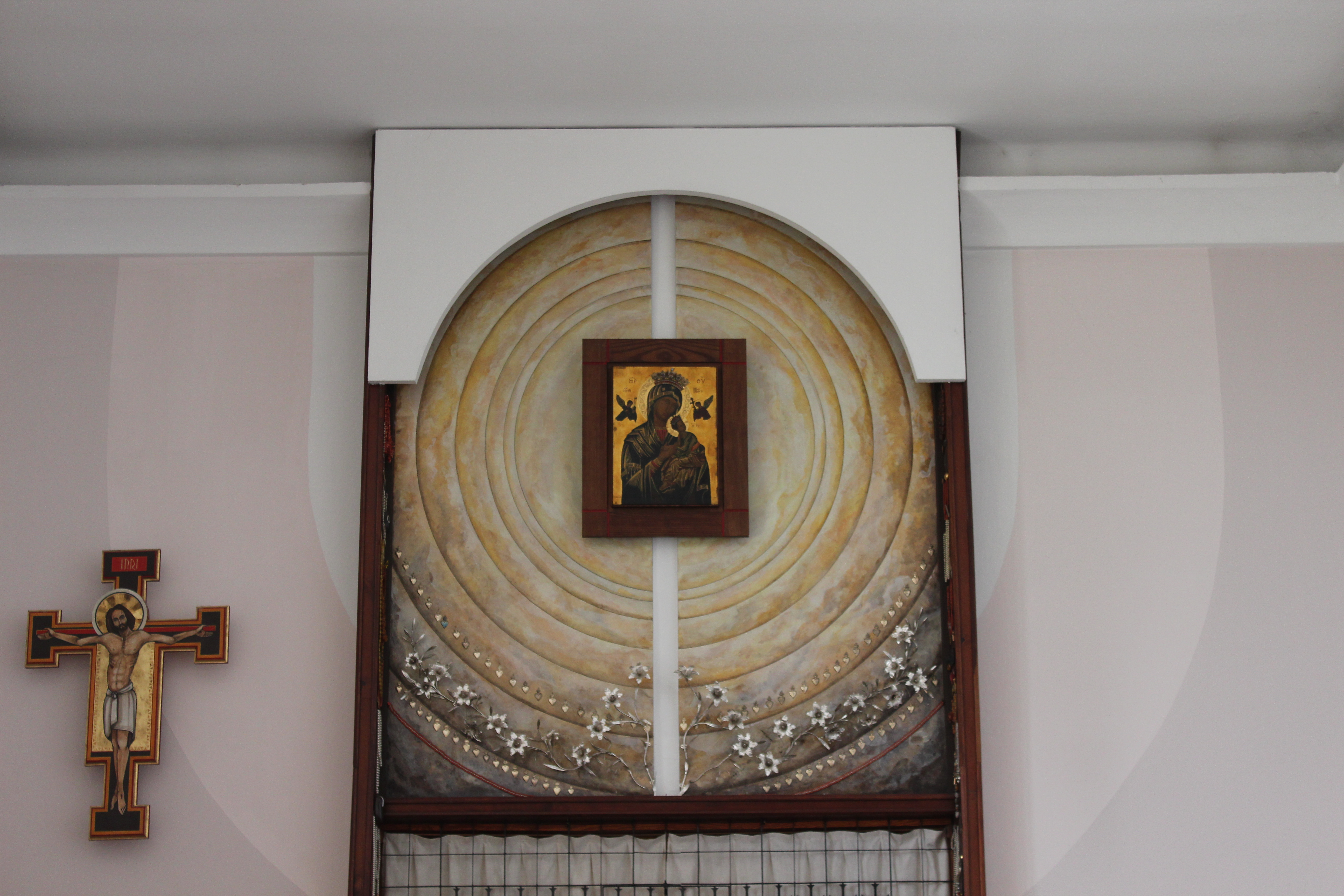
Obraz Matki Bożej Nieustającej Pomoc
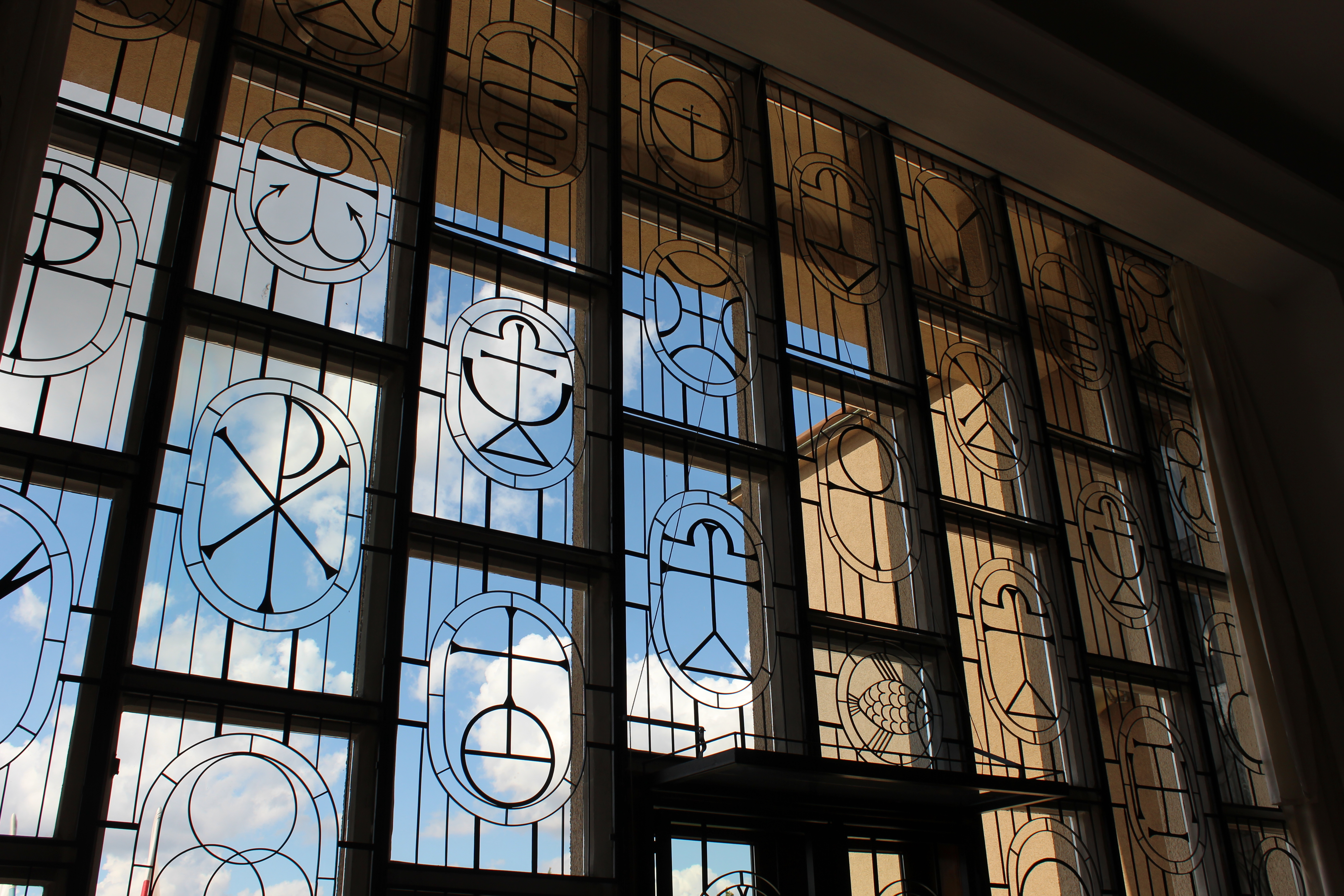
Ozdobna krata w oknie kaplicy